# Petrogale godmani
Petrogale godmani е вид бозайник от семейство Кенгурови (Macropodidae).

## Разпространение
Видът е разпространен в Австралия (Куинсланд).